# Nieuw-Apostolische kerk (Tilburg)

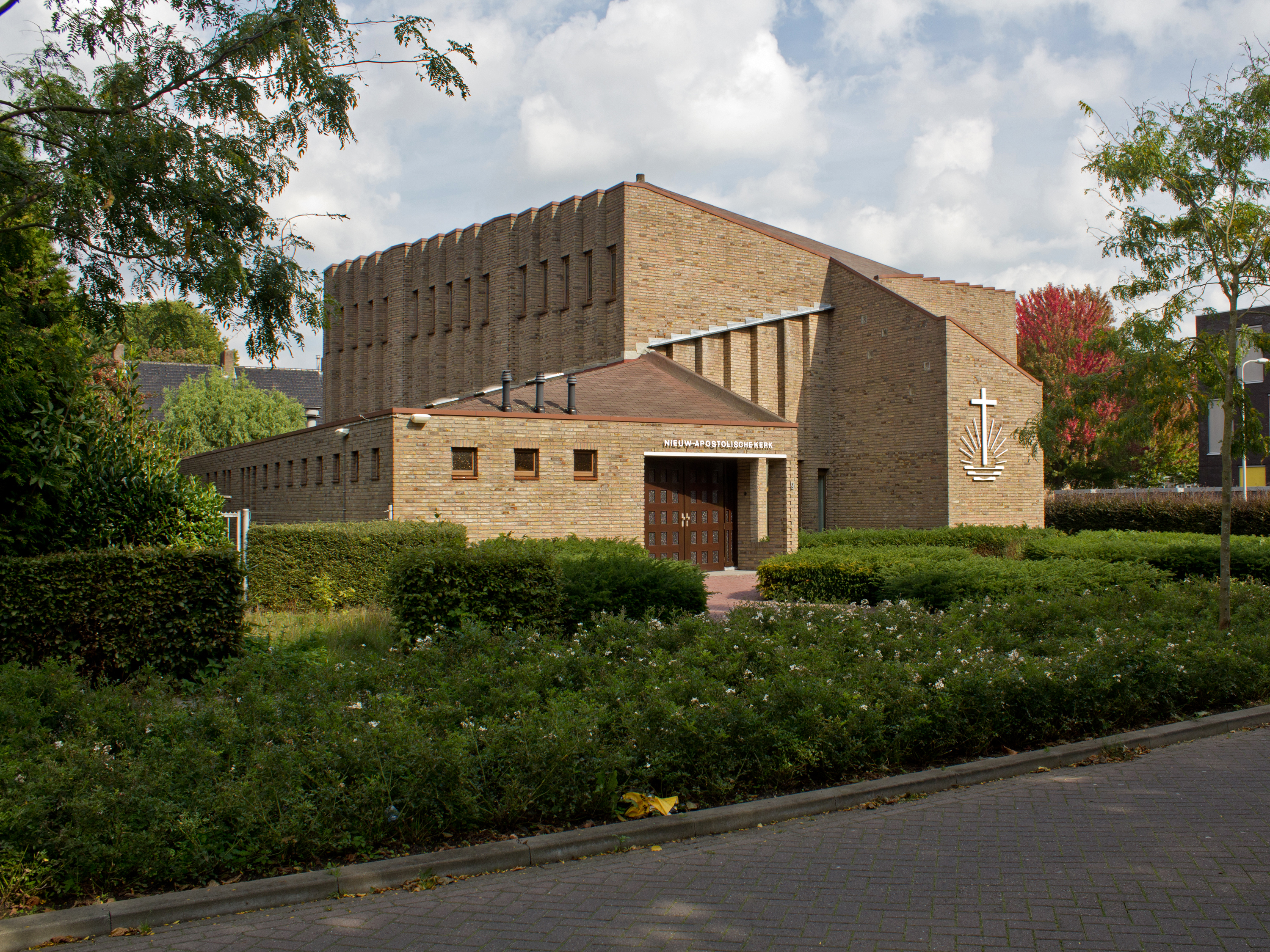
Nieuw-Apostolische kerk

De Nieuw-Apostolische kerk is een apostolisch kerkgebouw in de Noord-Brabantse stad Tilburg. De kerk is gelegen aan de Professor Verbernelaan 9.

## Geschiedenis
In 1952 werd een pand aan de Koestraat in gebruik genomen door het kerkgenootschap, dat destijds Hersteld Apostolische Gemeente heette. Dit gebouw was ontworpen door architectenbureau Hupkes en van Aspere'.
In 1980 betrok men een nieuw kerkgebouw aan de Professor Verbernelaan. Het oude pand werd gesloopt en op de plaats ervan kwamen woningen.
De nieuwe kerk werd gebouwd in gele bakstenen in de stijl van het naoorlogs modernisme. De kerk heeft een deels hellend dak en een gezaagd gevelprofiel. Een toren is niet aanwezig, maar op het hoogste punt staat een opvallend kruis.